# エルサレム会議
エルサレム会議（エルサレムかいぎ、英語:Council of Jerusalem）は、紀元49年頃に、開催された初代教会において最大のエルサレムにおける会議のことである。使徒行伝15章に記されている。
パウロの第1次伝道旅行によって誕生したクリスチャンたちと、ユダヤ人キリスト教徒との間の問題について初めて公式な見解を与えた会議である。
ユダヤ主義的クリスチャンの主張に対して、アンテオケ教会代表のパウロとバルナバを迎えて、エルサレム教会で会議が開催された。最初に、パウロの宣教報告があり、続いて問題解決のために激しい論争があり、審議がなされた。
その結果、律法を守ることから異邦人を解放して、信仰によってのみ救われることが確認された。さらに、偶像に供えた物、血と絞め殺した物、不品行を避けるようにという申し合わせ事項を異邦人に書き送った。
しかし、これで論争が終わったわけではなく、70年のエルサレム陥落まで、ユダヤ人クリスチャンと異邦人クリスチャンとの対立は継続した。エルサレム陥落後はユダヤ人クリスチャンは衰退していった。